# 林榮 (成化進士)
林榮（1450年—？），字仲仁，廣東廉州府合浦縣人，軍籍，明朝政治人物。進士出身。

## 生平
早年出身國子生，廣東鄉試第四十一名。成化十四年（1478年）戊戌科會試第二百七十七名，殿試登進士第二甲第一百零六名。

## 家族
曾祖父林三才。祖父林忠。父亲林真即。母歐氏。永感下。娶任氏。